# 灰林鶺
灰林鶺（学名：Saxicola ferrea）又名灰丛鸲，为鶲科石䳭屬的鸟类，俗名灰丛树石栖鸟。分布于阿富汗、巴基斯坦、向东至中國南疆诸邻国、台湾岛以及中国大陆的甘肃、陕西、江苏、浙江、安徽、江西、湖北、湖南、福建、广东、广西、四川、贵州、云南、西藏、北京等地，主要栖息于海拔350-2800米间开阔沟谷地带、灌丛、草丛、松林、草坡、林缘耕地、阔叶林或山洞溪旁等处以及常停息于电线上或居民点附近的篱笆上。该物种的模式产地在尼泊尔。

## 亚种
- 灰林鶺指名亚种（学名：Saxicola ferrea ferrea）。分布于阿富汗、巴基斯坦、印度、中国南疆诸邻国以及中国大陆的云南、西藏等地。该物种的模式产地在尼泊尔。[3]
- 灰林鶺普通亚种（学名：Saxicola ferrea haringtoni）。分布于台湾岛以及中国大陆的甘肃、陕西、江苏、浙江、安徽、江西、湖北、湖南、福建、广东、广西、四川、贵州、云南、西藏、北京等地。该物种的模式产地在福建连江。[4]

## 圖集

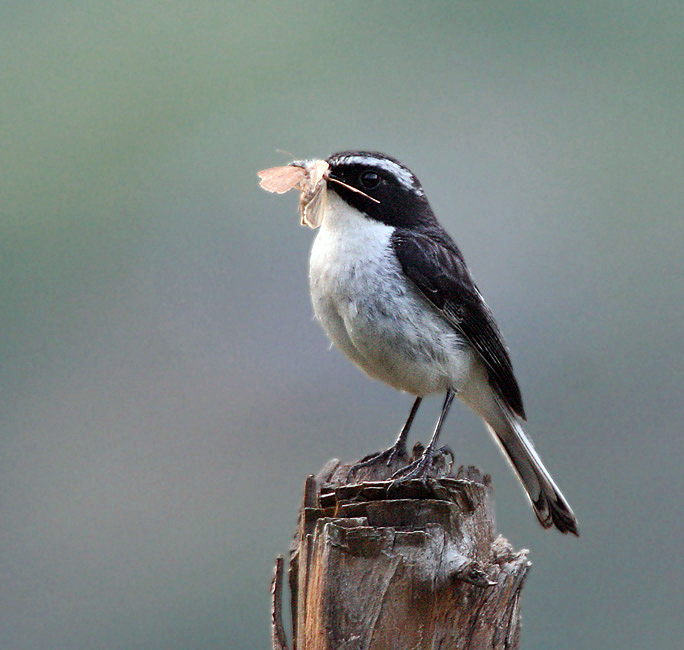
正在餵食雛鳥的雄鳥, 位於 8,000 呎高的 庫爾盧 - 印度
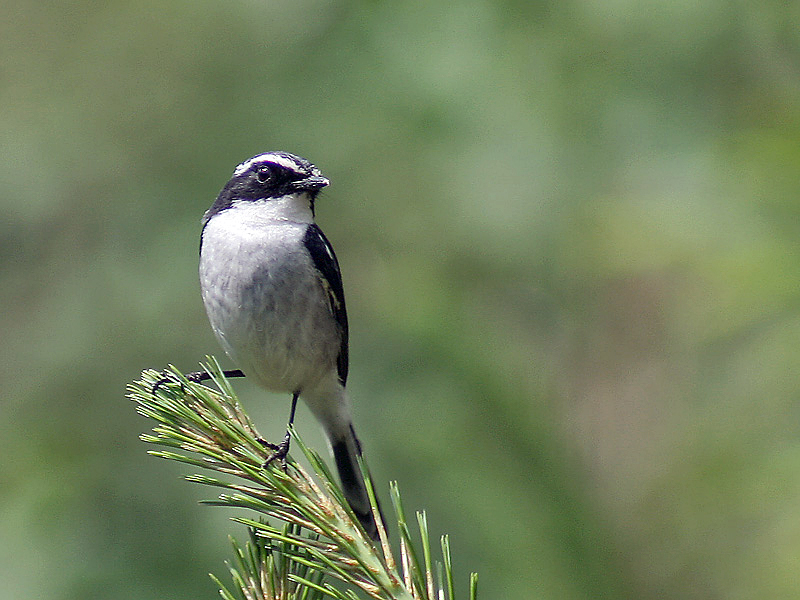
雄鳥, 位於 8,000 呎高的 庫爾盧 - 印度
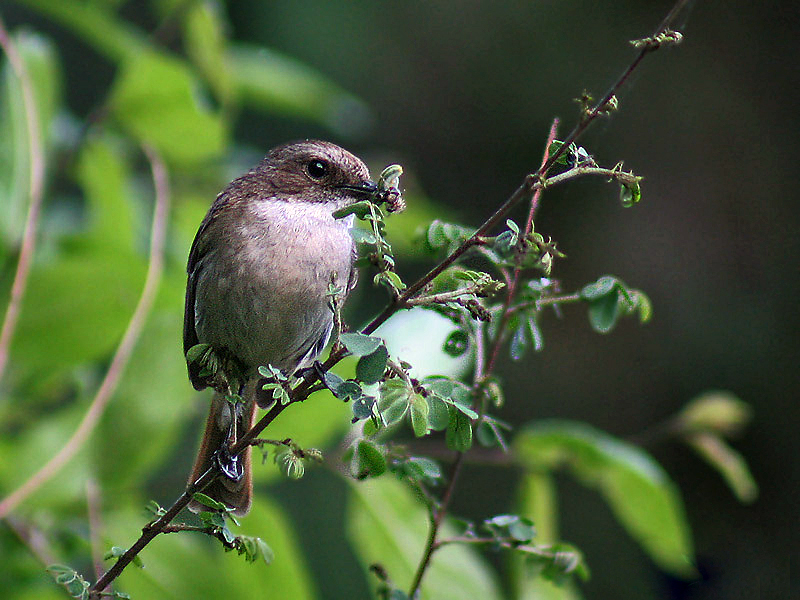
正在餵食雛鳥的雌鳥, 位於 8,000 呎高的 庫爾盧 - 印度
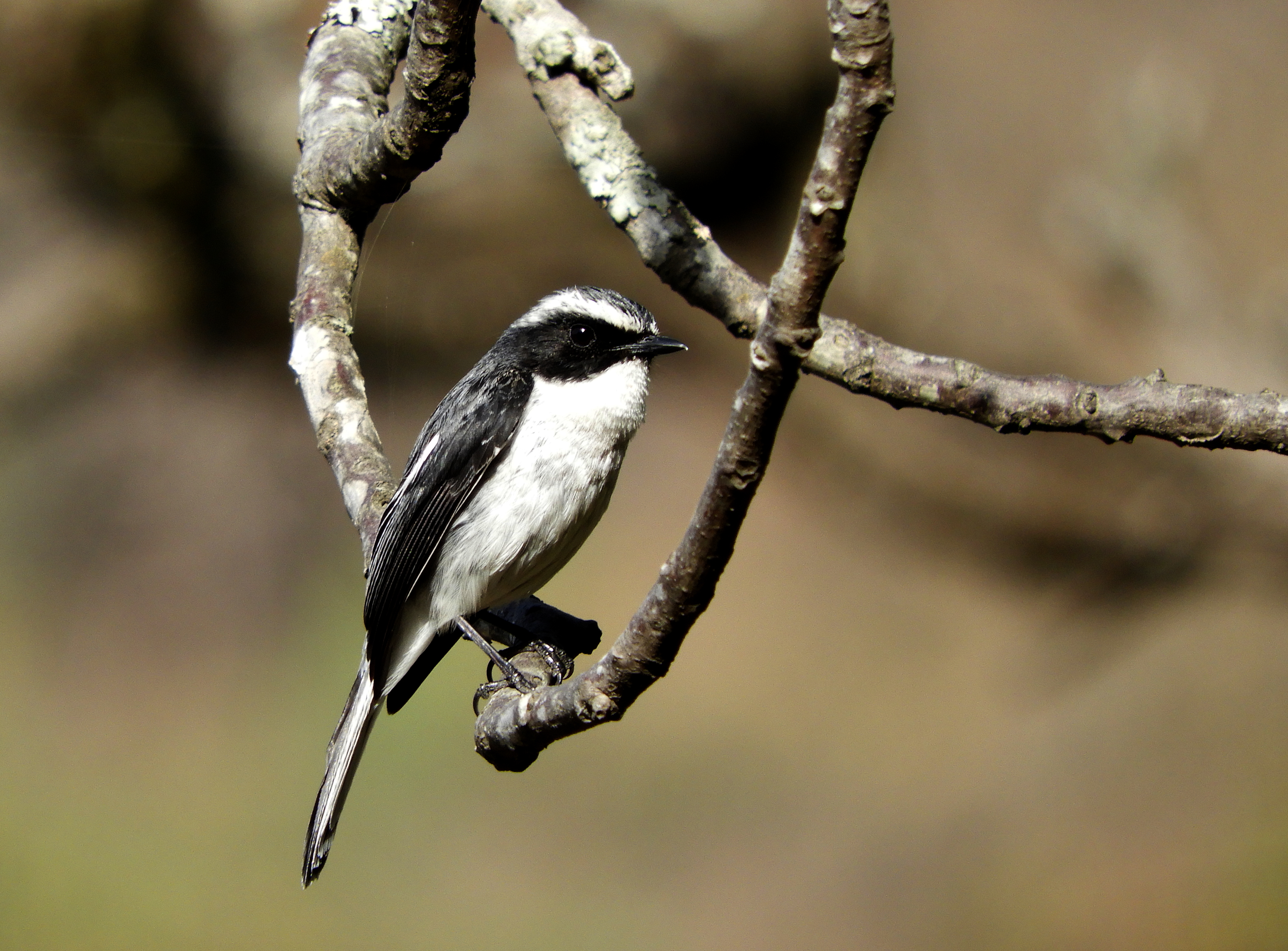
雄鳥, 印度
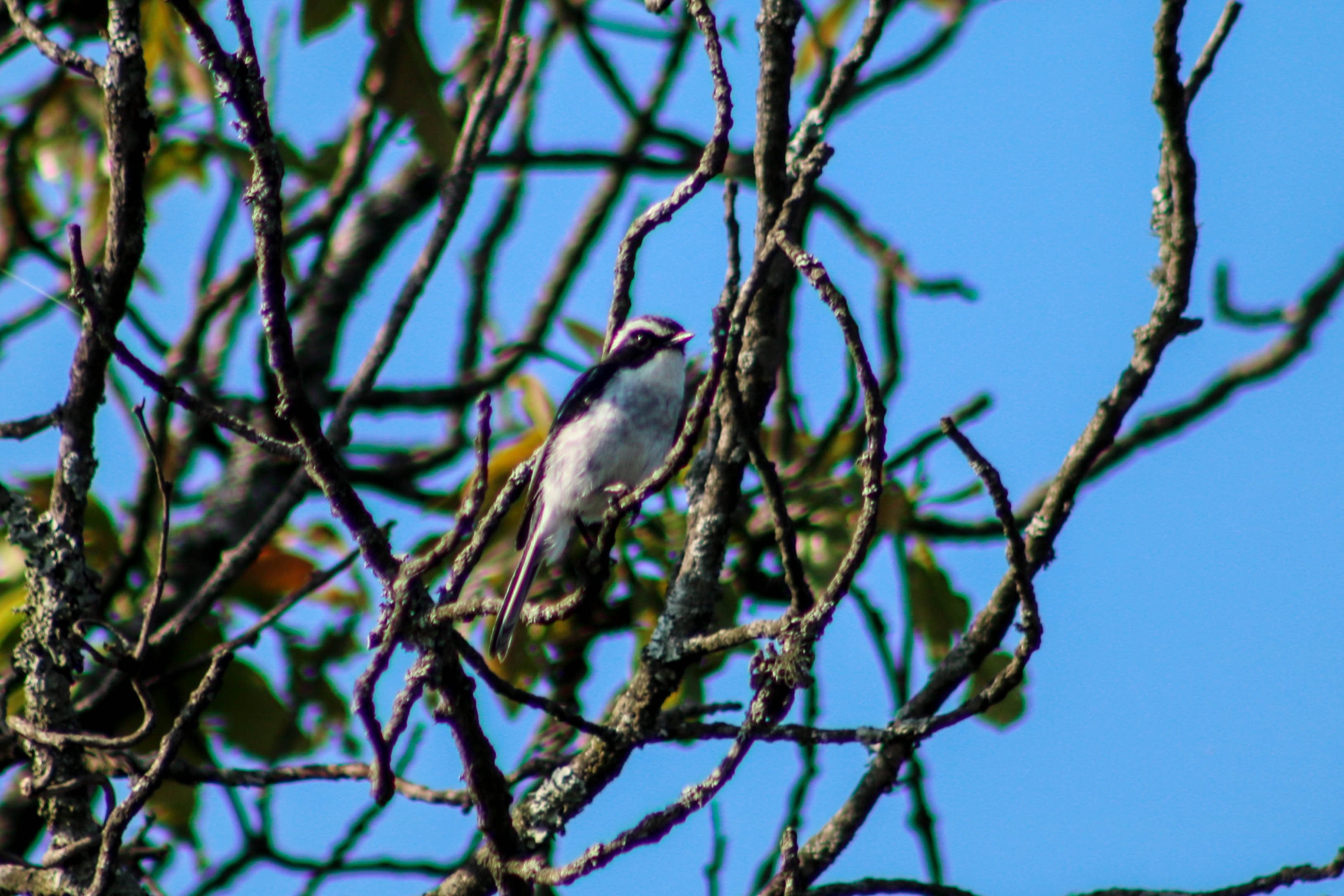
尼泊爾